# 南萊格特 (加利福尼亞州)
南萊格特（英語：South Leggett）是位於美國加利福尼亞州門多西諾縣的一個非建制地區。該地的面積和人口皆未知。

## 地理
南萊格特的座標為39°50′55″N 123°42′27″W / 39.84861°N 123.70750°W，而該地的平均海拔高度為339米（即1112英尺）。